# Joaquim de Siena
Joaquim de Siena (Siena, República de Siena, 1258 - 16 d'abril de 1306) fou un frare servita, destacat per la seva caritat i devoció envers la Mare de Déu. És venerat com a beat per l'Església catòlica.

## Biografia
Nasqué a Siena el 1258, i fou anomenat Chiaramonte. Només a partir del segle xvi es comença a vincular a les famíies Pelacani i Piccolomini, però no hi ha cap prova d'aquests parentius a la primera biografia conservada, escrita només alguns anys després de la seva mort, potser obra de Lamberto da Prato.
Molt devot de la Mare de Déu, ingressà a l'Orde dels Servents de Maria només amb catorze anys, com a germà llec. El rebé al convent Filippo Benizi que n'era prior general, tot i que les constitucions de l'orde prohibien admetre ningú menor de setze anys. En ingressar, adoptà el nom de Joaquim.
Passà la resta de la seva vida a Santa Maria dei Servi de Siena, llevat d'un any passat a la comarca d'Arezzo, en 1288, convent aquest que destacava pel rigor de la seva disciplina i la fama de santedat (a més de Joaquim, també hi visqué, cap al 1290, el futur sant Pel·legrí Laziosi). Retornà a Siena i ja no en sortí més; hi destacava per la humilitat, la vocació de servei, l'obediència i la contemplació. Patia epilèpsia Emmalaltí i tenia úlceres en algunes parts del cos, que ell amagava als seus companys. Morí el 1306, en Divendres Sant, als 47 anys.

## Veneració
Als cinc anys de morir, van començar a atribuir-se miracles a la seva intercessió i d'exvots portats al seu sepulcre o a l'altar que se li havia dedicat i on se'n portaren relíquies. Entre 1320 i 1335, un escultor sienès desconegut esculpí el retaule de marbre del seu sepulcre, amb la seva vida i alguns miracles que feu en vida.
El Consell General de la Campana del municipi de Siena, en març de 1320, ja en parla de les festes del beat; el 19 d'abril de 1329 decreta que a la festa del beat, celebrada a l'església dels servites el dilluns de Pasqua, hi intervinguessin els Nou, el Podestà, el capità del poble i altres alts funcionaris municipals.
Pau V n'aprovà el culte el 14 d'abril de 1609. Les restes del beat, posades en 1636 en una arca de fusta, foren col·locades al transsepte, a la banda de l'Evangeli. L'orde servita en celebra la festa el 3 de febrer.